# Правительство Азербайджанской ССР (1975–1980)
Правительство Азербайджанской ССР 1975–1980 гг — состав Совета Министров Азербайджанской ССР, сформированный после первой сессии Верховного Совета Азербайджанской ССР IX-го созыва.

## Состав правительства Азербайджана
| Должность                                                                                         | Ф.И.О.                                     | Начало полномочий | Конец полномочий | Партия | Партия |
| ------------------------------------------------------------------------------------------------- | ------------------------------------------ | ----------------- | ---------------- | ------ | ------ |
| Председатель Совета Министров и его заместители                                                   |                                            |                   |                  |        |        |
| Председатель Совета Министров                                                                     | Ибрагимов Али Измаилович                   | 1 августа 1975    | 27 марта 1980    |        | КПСС   |
| Первый заместитель Председателя Совета Министров                                                  | Ибрагимов Исмаил Али оглы                  | 1 августа 1975    | 17 июля 1978     |        | КПСС   |
| Первый заместитель Председателя Совета Министров                                                  | Татлиев Сулейман Байрам оглы               | 30 июля 1978      | 27 марта 1980    |        | КПСС   |
| Заместитель Председателя Совета Министров                                                         | Расизаде Шамиль Алиевич                    | 1 августа 1975    | 27 марта 1980    |        | КПСС   |
| Заместитель Председателя Совета Министров                                                         | Лемберанский Алиш Джамиль оглы             | 1 августа 1975    | 27 марта 1980    |        | КПСС   |
| Заместитель Председателя Совета Министров                                                         | Щеглов Георгий Васильевич                  | 1 августа 1975    | 27 марта 1980    |        | КПСС   |
| Заместитель Председателя Совета Министров                                                         | Гусейнов Кямран Асад оглы                  | 1 августа 1975    | 24 марта 1980    |        | КПСС   |
| Заместитель Председателя Совета Министров                                                         | Асадов Хилал Мамед оглы                    | 1 августа 1975    | 2 декабря 1977   |        | КПСС   |
| Заместитель Председателя Совета Министров                                                         | Кадыров Абдулла Мурад оглы                 | 2 декабря 1977    | 21 октября 1979  |        | КПСС   |
| Заместитель Председателя Совета Министров                                                         | Аббасалиев Сабит Касум оглы                | 14 декабря 1979   | 27 марта 1980    |        | КПСС   |
| Министры                                                                                          |                                            |                   |                  |        |        |
| Министр внутренних дел                                                                            | Гейдаров Ариф Назар оглы                   | 1 августа 1975    | 29 июня 1978[    |        | КПСС   |
| Министр внутренних дел                                                                            | Велиев Джафар Джебраил оглы                | 4 ноября 1978     | 27 марта 1980    |        | КПСС   |
| Министр высшего и среднего образования                                                            | Алиев Курбан Гасанович                     | 1 августа 1975    | 27 марта 1980    |        | КПСС   |
| Министр снабжения                                                                                 | Азизов Солтан Гуммет оглы                  | 1 августа 1975    | 24 марта 1980    |        | КПСС   |
| Министр здравоохранения                                                                           | Абдуллаев Ханифа Мамедага оглы             | 1 августа 1975    | 15 июня 1979     |        | КПСС   |
| Министр здравоохранения                                                                           | Гасымов Талят Али оглы                     | 15 июня 1979      | 27 марта 1980    |        | КПСС   |
| Министр иностранных дел                                                                           | Таирова Таира Акпер кызы                   | 1 августа 1975    | 27 марта 1980    |        | КПСС   |
| Министр культуры                                                                                  | Багиров Закир Нариман оглы                 | 1 августа 1975    | 27 марта 1980    |        | КПСС   |
| Министр легкой промышленности                                                                     | Насруллаев Насрулла Идаят оглы             | 24 октября 1975   | 26 апреля 1978   |        | КПСС   |
| Министр легкой промышленности                                                                     | Меликов Энвер Солтан оглы                  | 25 мая 1978       | 27 марта 1980    |        | КПСС   |
| Министр лесного хозяйства и деревообрабатывающей промышленности                                   | Айриян Александр Арсенович                 | 1 августа 1975    | 27 марта 1980    |        | КПСС   |
| Министр мелиорации и водного хозяйства                                                            | Рустамов Габиб Надир оглы                  | 1 августа 1975    | 27 марта 1980    |        | КПСС   |
| Министр мясной и молочной промышленности                                                          | Мамедов Ариф Гусейнгулу оглы               | 1 августа 1975    | 27 марта 1980    |        | КПСС   |
| Министр нефтеперерабатывающей и нефтехимической промышленности                                    | Акимов Камиль Алисолтан оглы               | 1 августа 1975    | 21 января 1980   |        | КПСС   |
| Министр нефтеперерабатывающей и нефтехимической промышленности                                    | Алиев Намигкамал Мамед оглы                | 21 января 1980    | 27 марта 1980    |        | КПСС   |
| Министр пищевой промышленности                                                                    | Мамедов Камиль Сеид оглы                   | 1 августа 1975    | 27 марта 1980    |        | КПСС   |
| Министр промышленного строительства                                                               | Сафаралиев Тофиг Шамиль оглы               | 1 августа 1975    | 9 июля 1979      |        | КПСС   |
| Министр промышленности строительных материалов                                                    | Мусабеков Фарид Зульфугар оглы             | 1 августа 1975    | 16 iyun 1976     |        | КПСС   |
| Министр промышленности строительных материалов                                                    | Исаев Нариман Агахан оглы                  | 13 iyul 1979      | 27 марта 1980    |        | КПСС   |
| Министр образования                                                                               | Мехтизаде Мехти Мамед оглы                 | 1 августа 1975    | 13 февраля 1980  |        | КПСС   |
| Министр образования                                                                               | Кафарова Эльмира Микаил кызы               | 13 февраля 1980   | 27 марта 1980    |        | КПСС   |
| Министр связи                                                                                     | Насруллаев Насрулла Идаят оглы             | 1 августа 1975    | 24 октября 1975  |        | КПСС   |
| Министр связи                                                                                     | Расулбеков Гусейн Джумшудович              | 24 октября 1975   | 27 марта 1980    |        | КПСС   |
| Министр сельского развития                                                                        | Гусейнзаде Алимухтар Агагулу оглы          | 1 августа 1975    | 2 ноября 1978    |        | КПСС   |
| Министр сельского развития                                                                        | Асанов Дадаш Мирза оглы                    | 2 ноября 1978     | 27 марта 1980    |        | КПСС   |
| Министр сельского хозяйства                                                                       | Халилов Мамед Рза оглы                     | 1 августа 1975    | 9 октября 1976   |        | КПСС   |
| Министр сельского хозяйства                                                                       | Аскеров Мамед Гасан оглы                   | 26 декабря 1977   | 27 марта 1980    |        | КПСС   |
| Министр торговли                                                                                  | Зейналов Гусейн                            | 1 августа 1975    | 20 июня 1979     |        | КПСС   |
| Министр торговли                                                                                  | ГасымоваСветлана Чингиз кызы               | 20 июня 1979      | 27 марта 1980    |        | КПСС   |
| Министр финансов                                                                                  | Бахшалиев Бахшали Гасанали оглы            | 1 августа 1975    | 27 марта 1980    |        | КПСС   |
| Министр юстиции                                                                                   | Мамедов Эйваз Абдурахман оглы              | 1 августа 1975    | 29 января 1980   |        | КПСС   |
| Министр автомобильного транспорта                                                                 | Бабаев Мурсал Алекпер оглы                 | 1 августа 1975    | 8 февраля 1979   |        | КПСС   |
| Министр автомобильного транспорта                                                                 | Керимов Шакир Керим оглы                   | 3 апреля 1979     | 27 марта 1980    |        | КПСС   |
| Министр бытового обслуживания населения                                                           | Гасанова Зулейха Магеррам кызы             | 1 августа 1975    | 24 марта 1980    |        | КПСС   |
| Министр коммунального хозяйства                                                                   | Топчиев Али Рагим оглы                     | 1 августа 1975    | 27 mарта 1980    |        | КПСС   |
| Министр внутренней промышленности                                                                 | Асадуллаев, Алибала Бахрам оглы            | 1 августа 1975    | 4 июля 1979      |        | КПСС   |
| Министр внутренней промышленности                                                                 | Муталибов Аяз Ниязи оглы                   | 14 декабря 1979   | 27 марта 1980    |        | КПСС   |
| Министр социального обеспечения                                                                   | Газиев Мамед Ягуб оглы                     | 1 августа 1975    | 27 марта 1980    |        | КПСС   |
| Министр дорожного строительства и эксплуатации                                                    | Асанов Дадаш Мирза оглы                    | 1 августа 1975    | 2 ноября 1978    |        | КПСС   |
| Министр дорожного строительства и эксплуатации                                                    | Халафов Рафик Расул оглы                   | 4 июля 1979       | 27 марта 1980    |        | КПСС   |
| Руководители комитетов, союзов и департаментов Совета Министров                                   |                                            |                   |                  |        |        |
| Председатель Госплана                                                                             | Асадов Хилал Мамед оглы                    | 1 августа 1975    | 2 декабря 1977   |        | КПСС   |
| Председатель Госплана                                                                             | Кадыров Абдулла Мурад оглы                 | 2 декабря 1977    | 21 октября 1979  |        | КПСС   |
| Председатель Госплана                                                                             | Аббасалиев Сабит Касум оглы                | 14 декабря 1979   | 27 марта 1980    |        | КПСС   |
| Председатель Государственного комитета строительных работ                                         | Исмайлов Ягуб Аббасали оглы                | 1 августа 1975    | 15 ноября 1978   |        | КПСС   |
| Председатель Государственного комитета строительных работ                                         | Гусейнов Джаваншир Тамраз оглы             | 15 ноября 1978    | 27 марта 1980    |        | КПСС   |
| Председатель Комитета народного контроля                                                          | Эфендиев Шариф Гаджибаба оглы              | 1 августа 1975    | 27 марта 1980    |        | КПСС   |
| Председатель Государственного комитета технического профессионального образования                 | Аллахвердиев Тофик Али-Гейдар оглы         | 1 августа 1975    | 27 марта 1980    |        | КПСС   |
| Председатель Государственного комитета по использованию трудовых ресурсов                         | Курмакаев, Зия Ахмаджанович                | 5 ноября 1976     | 27 марта 1980    |        | КПСС   |
| Председатель Комитета государственной безопасности                                                | Красильников Виталий Сергеевич             | 1 августа 1975    | 27 марта 1980    |        | КПСС   |
| Председатель Государственного комитета виноградарства и винодельческого производства              | Рзаев Юнис Кахраман оглы                   | 1 августа 1975    | 27 марта 1980    |        | КПСС   |
| Председатель Государственного комитета лесного хозяйства                                          | Мустафаев Мехти Гасан оглы                 | 1 августа 1975    | 5 oктября 1979   |        | КПСС   |
| Председатель Государственного комитета охраны природы                                             | [[Адыгозалов, Бейбала Мухаммад-Солтан оглы | 1 августа 1975    | 27 марта 1980    |        | КПСС   |
| Председатель Государственного комитета телевидения и радиовещания                                 | Лемберанский Алиш Джамиль оглы             | 1 августа 1975    | 27 марта 1980    |        | КПСС   |
| Председатель Государственного комитета кинематографии                                             | Шарифов Азада Агакарим оглы                | 1 августа 1975    | 27 марта 1980    |        | КПСС   |
| Председатель Государственного комитета по делам издательского дела, полиграфии и книжной торговли | Аллахвердиев Марат Аллахверди оглы         | 1 августа 1975    | 24 марта 1980    |        | КПСС   |
| Председатель Государственного комитета по ценам                                                   | Зульфугаров Ахмед Мамед оглы               | 1 августа 1975    | 2 декабря 1977   |        | КПСС   |